# Berbinzana
Berbinzana – gmina w Hiszpanii, w Nawarze, o powierzchni 12,98 km². W 2011 roku gmina liczyła 723 mieszkańców.